# Tigerholz

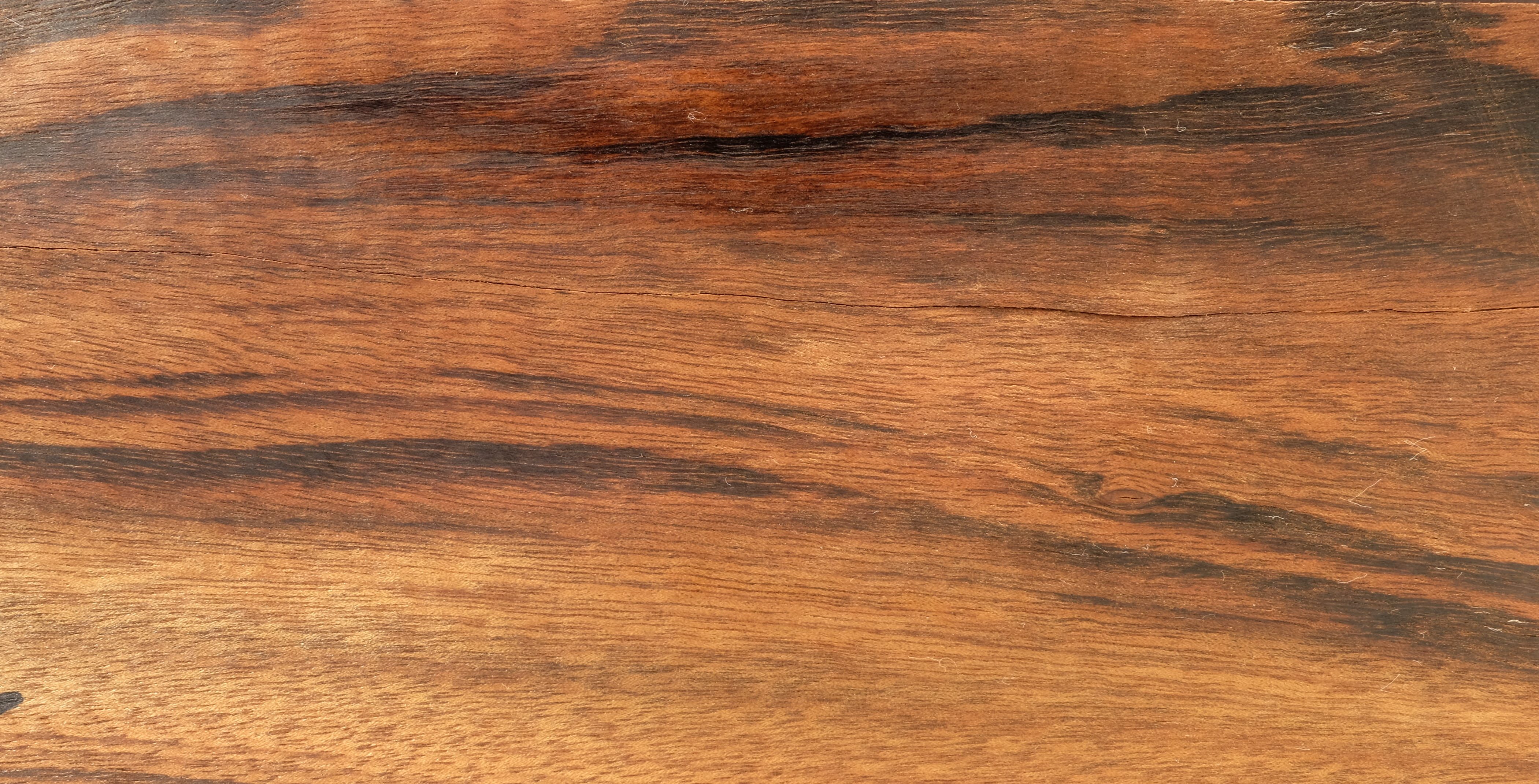
Astronium Tigerholz

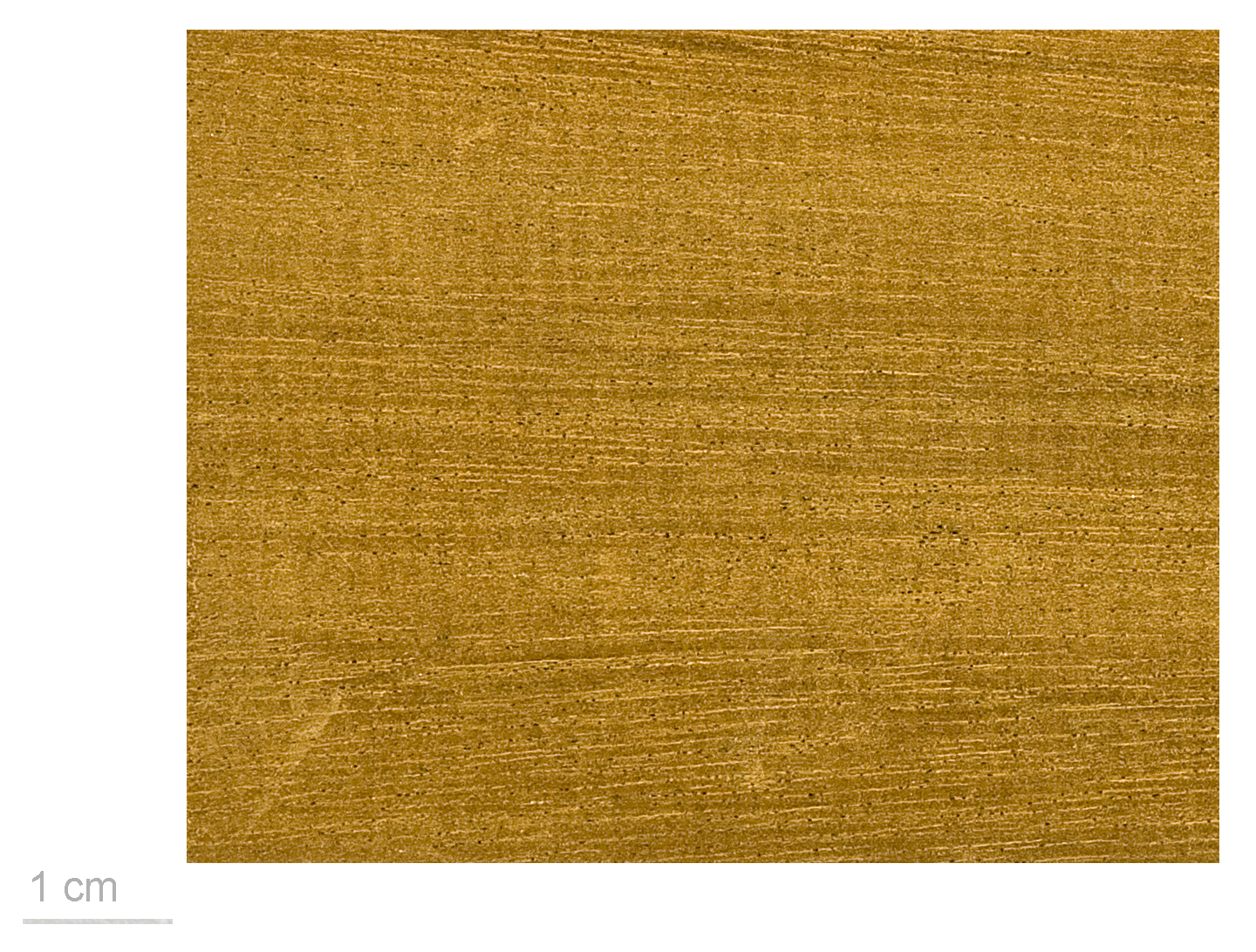
Tigerholz von Lovoa trichilioides

Tigerholz oder Gonçalo alves, Muiracatiara, ist die Bezeichnung für Holzarten von verschiedenen Baumarten der Gattung Astronium wie; Astronium graveolens,  Astronium fraxinifolium, Astronium lecointei und Astronium balansae (Syn: Myracrodruon balansae) aus dem mittleren bis nördlichen Südamerika und Zentralamerika.
Auch als Tigerholz bezeichnet wird das Holz von Lovoa trichilioides (Afrikanische Walnuss) aus Afrika. Auch Holz von Paramachaerium schomburgkii aus dem nördlichen Brasilien wird so bezeichnet, allerdings ist es geringwertig. Auch Erythrina standleyana und Erythrina rubrinervia werden mit Tigerholz bezeichnet.
Das Holz erinnert in seiner streifigen Maserung an ein Tigerfell. Ähnlich ist Zebraholz.